# محمدعلی تاتاری
محمدعلی تاتاری دکترای حقوق و نماینده دور اول مجلس شورای اسلامی از حوزه زاهدان بود.
تاتاری متولد ۱۳۲۱ (زابل) بوده و تنها در انتخابات اولین دوره مجلس شورای اسلامی با کسب ۱۸٬۲۸۰ برابر با ۵۲٫۷۰ درصد ارا به مجلس راه یافت.